# Paradoks niskiej masy urodzeniowej

Model przyczynowy paradoksu. Zależnie od zmiennych wybranych jako przedmiot badania problem może wynikać z tego, że masa ciała funkcjonuje na grafie jako kolider, lub z tego, że palenie i inne czynniki ryzyka funkcjonują jako zmienne zakłócające.

Paradoks niskiej masy urodzeniowej – pozornie paradoksalna obserwacja epidemiologiczna pochodząca z 1959, sugerująca, że noworodki o niskiej masie urodzeniowej, których matki paliły w ciąży papierosy, wydają charakteryzować się relatywnie niższą śmiertelnością od innych dzieci o takiej masie, których matki nie były palaczami. Wilcox uznał to za przykład paradoksu Simpsona (skutek pominięcia zmiennej zakłócającej), natomiast Pearl opisał i zaklasyfikował to jako paradoks Berksona (i efekt kolidera).

## Tło historyczne
W latach 60. XX wieku trwał polityczny i naukowy spór o istnienie przyczynowego związku między paleniem a nowotworami płuc. Już wówczas znany był fakt, że dzieci urodzone przez matki palące w czasie ciąży mają przeciętnie niższą masę urodzeniową i wyższą śmiertelność. Jeden ze statystyków, który podważał rolę palenia papierosów w rozwoju nowotworów, analizując wyniki własnych badań, zwrócił uwagę na nieoczekiwaną w tym świetle także dla niego negatywną korelację pomiędzy paleniem w ciąży a śmiertelnością niemowląt o niskiej masie. Obserwacja ta była jednym z dłużej nierozwiązanych problemów i jeszcze po powszechnym uznaniu dymu papierosowego za czynnik rakotwórczy pozostawała niewyjaśniona. W późniejszym czasie identyczne pozorne efekty ochronne zauważono wśród innych grup ryzyka, np. w ciążach bliźniaczych.

## Wyjaśnienie
Rozwiązanie pozornego paradoksu zaproponowali w 1966 MacMahon i in., jednak dogłębne omówienie opublikował dopiero w 2001 Wilcox. Według modelu przyczynowego leżącego u podłoża ich propozycji sama w sobie niska masa urodzeniowa nie jest przyczyną, ale jedynie objawem różnorakich i niezależnych problemów zdrowotnych. Palenie w ciąży jest przyczyną zarówno niskiej masy dziecka, jak i innych jego zaburzeń, które mogą prowadzić do śmierci. Co kluczowe, te dwie ścieżki przyczynowe funkcjonują w znacznym stopniu odrębnie, dzięki czemu przeciętnie w przypadku innych przyczyn niskiej masy może mieć miejsce odwrotny wzór zależności – przeciętnie wyższa śmiertelność od palenia, ale mniejsza zmiana masy urodzeniowej. Pomieszanie tych odrębnych efektów i zbyt ogólny poziom analizy skutkuje zaobserwowaniem pozornej korelacji, która jest artefaktem sposobu konstrukcji porównania – tak jak w paradoksie Simpsona. W kolejnym modelu zjawiska przedstawionym przez Pearla jest to paradoks Berksona – wynikający nieuchronnie ze skupienia się w analizie na masie urodzeniowej.